# Winkelsucher

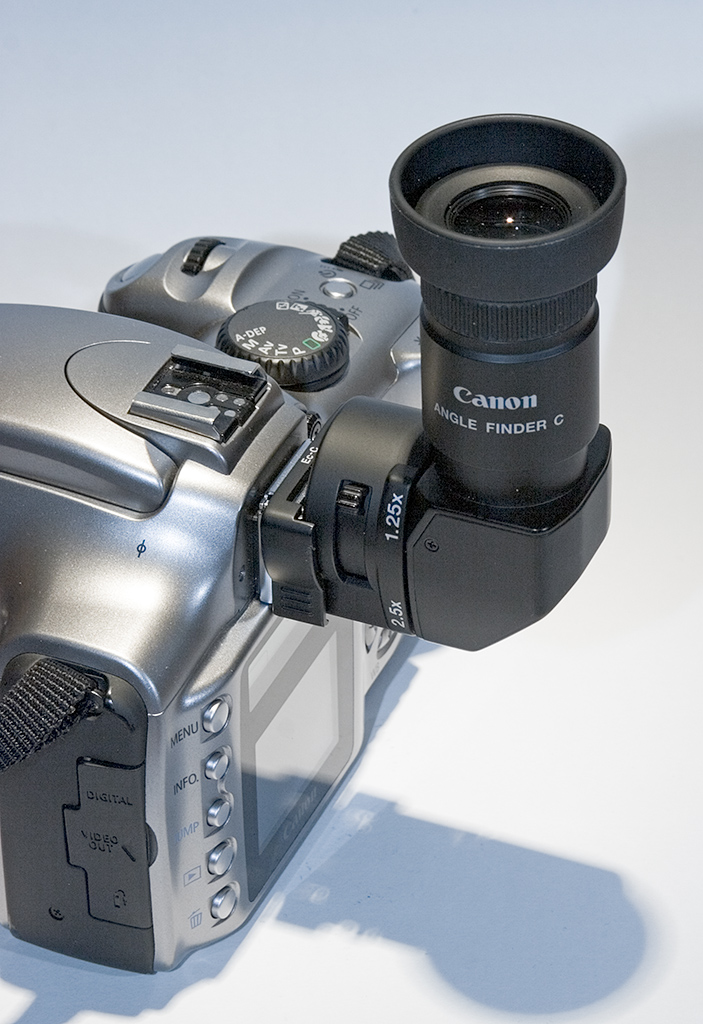
Ein an eine Spiegelreflexkamera angesetzter Winkelsucher

Ein Winkelsucher ist ein Zubehörteil professioneller Fotokameras. Er wird auf den Sucher der Kamera aufgesteckt oder in ein dafür vorgesehenes Gewinde eingeschraubt und lenkt dessen Bild über einen Spiegel oder ein Prisma (meistens 90 Grad) um, sodass man das Sucherbild von der Seite oder von oben aus betrachten kann. So kann der Fotograf einen bequemeren Suchereinblick haben. Dies gilt insbesondere für Aufnahmen, die von einem sehr niedrigen Kamerastandpunkt aus gemacht werden, oder in anderen Situationen, in denen das Auge schlecht hinter dem Sucher positioniert werden kann. Der Winkelsucher ist meistens drehbar gelagert und mit einer Dioptrienkorrektur versehen, sodass der 90-Grad-Einblick aus beliebiger Richtung und ohne Brille möglich ist. Es gibt ferner Winkelsucher, welche die Möglichkeit einer einstellbaren Vergrößerung bieten – meist von geringem Faktor (z. B. 1,0–2,0).